# Marquis do Lavradio
 (mars 2023).
Si vous disposez d'ouvrages ou d'articles de référence ou si vous connaissez des sites web de qualité traitant du thème abordé ici, merci de compléter l'article en donnant les références utiles à sa vérifiabilité et en les liant à la section « Notes et références ».

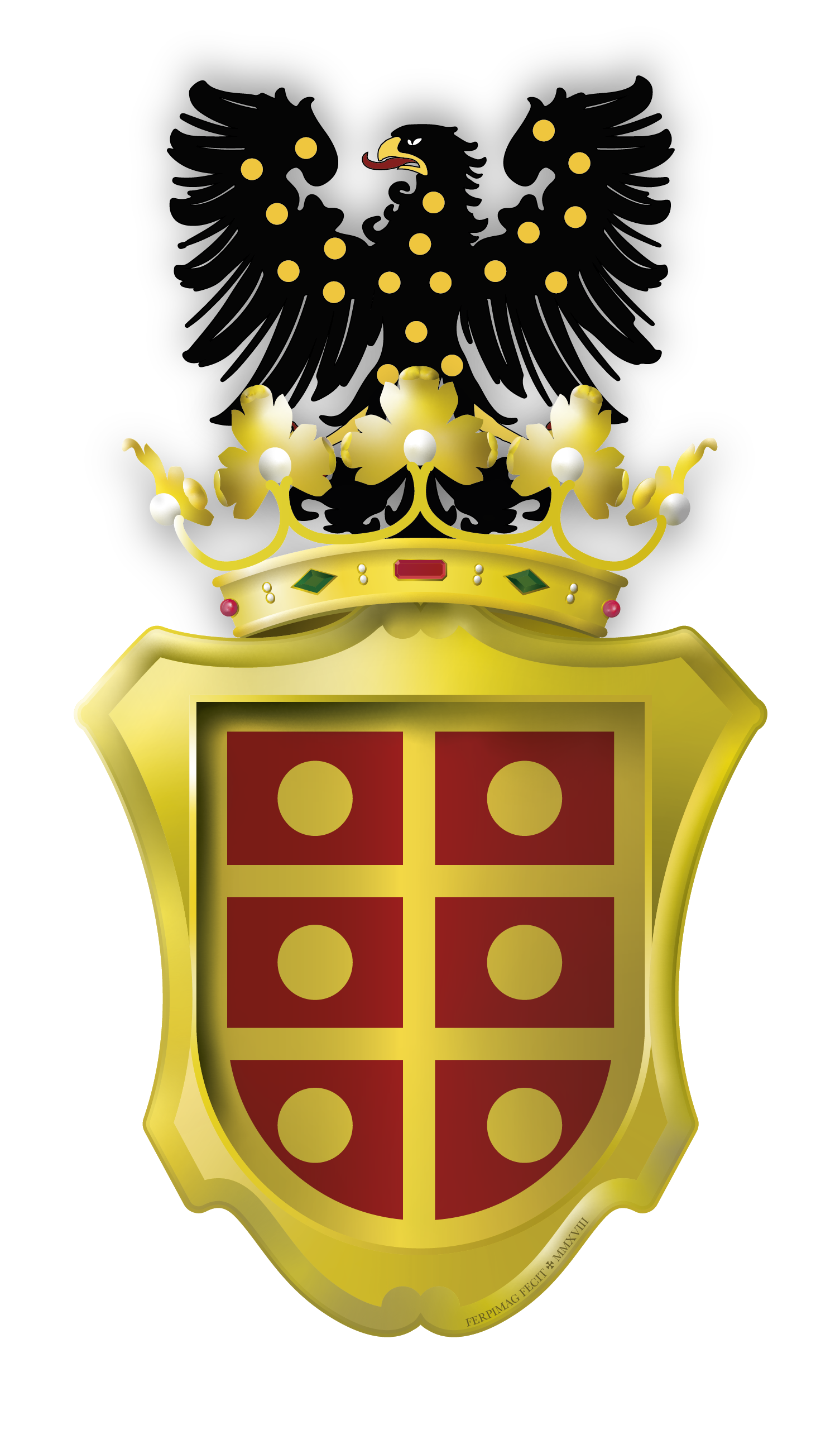
Armoirie du premier Marquis do Lavradio.

Le titre de marquis do Lavradio fut créé par le roi Joseph Ier de Portugal, le 18 octobre 1753, en faveur de António de Almeida Soares Portugal, 4e comte de Avintes et 1er comte do Lavradio.

## Liste des marquis do Lavradio
1. António de Almeida Soares Portugal
2. Luís de Almeida Portugal Soares de Alarcão d'Eça e Melo Silva Mascarenhas
3. António Máximo de Almeida Portugal
4. Luís de Almeida
5. António de Almeida Portugal Soares Alarcão Melo Castro Ataíde Eça Mascarenhas Silva e Lencastre
6. José Maria do Espírito Santo de Almeida Corrêa de Sá
7. José Luís de Almeida Portugal Corrêa de Sá Soares de Alarcão Eça Mascarenhas Silva e Lencastre
8. Jaime de Almeida